# Eliseo Salazar
Pour les articles homonymes, voir Salazar.
Eliseo Salazar est un pilote automobile chilien né le 14 novembre 1954 à Santiago du Chili. Il a notamment disputé 24 Grands Prix de Formule 1 de 1981 à 1983. Il a inscrit 3 points et son meilleur classement en championnat du monde est une 18e place en 1981. Seul pilote chilien engagé en Formule 1, il est également le seul pilote à avoir pris part aux 500 miles d'Indianapolis, aux 24 Heures du Mans, au Grand Prix de Monaco de Formule 1, au Rallye Dakar et à une manche du Championnat du monde des rallyes.

## Biographie
Eliseo commence à courir dans les années 1970, et devient champion chilien de voitures de série en 1974, avant de conquérir le titre de champion d'Argentine de Formule 4 l'année suivante. Il devient en 1978 champion de Formule Ford 1600. En 1979, comme nombre de pilotes sud-américains, il s'exile en Grande-Bretagne pour disputer le championnat britannique de Formule 3. Mais, faute de budget, il ne décroche le volant que d'une monoplace bien moins performante que ses adversaires et ne peut espérer jouer la victoire. Eliseo fait toutefois fort bonne impression, ce qui lui permet dès 1980 d'être engagé en Aurora F1 Championship. Au volant d'une Williams-Ford, il gagne à Silverstone puis dans deux courses disputées à Thruxton, pour finalement terminer vice-champion derrière Emilio de Villota. Ses bons résultats lui permettent de disputer le championnat du monde en 1981.
Salazar commence sa carrière chez March Engineering, écurie en perte de vitesse. La 811 est une bien mauvaise voiture et après son seul Grand Prix pour March à Imola (Saint Marin), où il se qualifie en 23e position avant d'abandonner, il signe chez Ensign. Il réussit à qualifier la N180B à huit reprises, et sur le tracé de Zandvoort, il effectue une belle remontée jusqu'à la sixième place, ce qui lui permet de pointer au 18e rang du classement mondial.
En 1982, il quitte Ensign pour ATS, où il pilote la D5 au côté de Manfred Winkelhock. Si la saison est plutôt décevante, Salazar parvient néanmoins à se qualifier à treize reprises, souvent en fond de grille, sauf en Afrique du Sud où il décroche une belle douzième place au départ. Salazar sauve sa saison, et celle d'ATS, grâce à une cinquième place à Imola. Mais il se fait plutôt remarquer en Allemagne à Hockenheim lorsqu'il s'accroche avec Nelson Piquet, leader, qui lui prend un tour ce qui provoque leur abandon. Sous l'œil des caméras, le champion du monde en titre lui décoche un coup de poing. Eliseo inscrit donc deux points et termine 22e du classement des pilotes.
En 1983, ATS en manque de budget n'engage qu'une seule monoplace, la D6-BMW turbo, pour Winkelhock. Il reste peu de volants disponibles pour le Chilien qui signe chez RAM-March. La RAM-MARCH 01 ne lui permet de se qualifier qu'en seulement deux occasions (Brésil, 26e sur la grille puis 15e à l'arrivée et États-Unis Ouest, 25e sur la grille puis abandon). À la mi-saison, il abandonne la Formule 1.
Eliseo Salazar rentre alors au Chili où il remporte, en 1984 et 1985, le championnat national de courses de côtes. Il revient en Europe en 1986 disputer deux saisons de Formule 3000. Il fréquente quatre écuries différentes, et signe comme meilleure performance une quatrième place à Birmingham. Il se consacre ensuite aux courses de voitures de sport à partir de 1988, et décroche la victoire lors des 1 000 km du Japon sur une Spice-Ford Cosworth. Satisfait des performances de cette voiture, il dispute deux autres saisons avec elle. Il participe également aux 24 heures du Mans en 1989, et termine huitième sur une Jaguar. En 1994, il fait une belle saison en IMSA au volant d'une Ferrari 333SP : il s'impose à trois reprises, à Lime Rock Park, Watkins Glen et sur l'Indianapolis Raceway Park.
En 1995, il débute en CART sur une Lola engagée par Dick Simon : s'il a du mal à briller en qualifications, il réalise de belles remontées en course. Il termine quatrième des 500 Miles d'Indianapolis à cinq secondes du vainqueur Jacques Villeneuve. À la suite du schisme du CART, il s'engage en IRL et se qualifie en première ligne aux 500 miles d'Indianapolis 1996. En 1997, il se retrouve régulièrement aux avant-postes, et remporte son unique victoire en IRL, à Las Vegas. En 1998, chez Riley & Scott la saison est décevante, il signe chez Nienhouse et manque le podium à Atlanta. En 2000, il obtient un volant dans l'écurie de A.J. Foyt et termine troisième des 500 miles d'Indianapolis. En 2001, il signe une seconde place à Phoenix, puis un podium à Homestead.
En 2002, il est victime d'un grave accident et, après sa rééducation, il décide de s'engager en série ALMS en 2003.
En 2012, il se classe 12e du Rallye d'Argentine, épreuve comptant pour le Championnat du monde des rallyes, au volant d'une Mini John Cooper Works WRC préparée par Prodrive.

## Palmarès
- 1974 : voitures de séries, champion du Chili
- 1975 : Formule 4, champion d'Argentine
- 1978 : Formule Ford 1600, champion du Chili
- 1980 : Aurora F1 Championship, 3 victoires, vice-champion
- 1981 : Formule 1, 1 point, 18e du championnat
- 1982 : Formule 1, 2 points, 22e du championnat
- 1984 : Courses de côtes, champion du Chili
- 1985 : Courses de côtes, champion du Chili
- 1988 : Sports, victoire aux 1 000 km du Japon
- 1989 : Endurance, 8e des 24 heures du Mans
- 1995 : CART, 4e de l'Indy 500
- 1996 : IRL, première ligne de l'Indy 500
- 1997 : IRL, victoire à Las Vegas
- 2000 : IRL, 3e de l'Indy 500
- 2001 : IRL, 2 podiums

## Résultats en championnat du monde de Formule 1
| Saison | Écurie                              | Châssis   | Moteur  | Pneus    | GP disputés | Points inscrits | Classement |
| ------ | ----------------------------------- | --------- | ------- | -------- | ----------- | --------------- | ---------- |
| 1981   | March Grand Prix Team Ensign Racing | 811 N180B | Ford V8 | Michelin | 9           | 1               | 18e        |
| 1982   | Team ATS                            | D5        | Ford V8 | Goodyear | 13          | 2               | 22e        |
| 1983   | RAM Automotive Team March           | 01        | Ford V8 | Pirelli  | 2           | 0               | n.c.       |

## Résultats aux500 milesd'Indianapolis
| Année | Voiture                  | Équipe                 | Qualification | Résultat      |
| ----- | ------------------------ | ---------------------- | ------------- | ------------- |
| 1995  | Lola-Ford                | Dick Simon Racing      | 24e           | 4e            |
| 1996  | Lola-Ford                | Team Scandia           | 3e            | 6e (abandon)  |
| 1997  | Dallara-Oldsmobile       | Team Scandia           | 9e            | 24e (abandon) |
| 1998  | Riley & Scott-Oldsmobile | Riley & Scott          | non qualifié  |               |
| 1999  | G-Force-Oldsmobile       | Nienhouse Motorsports  | 18e           | 33e (abandon) |
| 2000  | G-Force-Oldsmobile       | A. J. Foyt Enterprises | 3e            | 3e            |
| 2001  | Dallara-Chevrolet        | A. J. Foyt Enterprises | 28e           | 7e            |

## Autres
- 2009 : 85e au rallye Dakar[2]
- 2011 : Participation au rallye Dakar sur Hummer, abandon à la neuvième étape[3]